# Hilaira jamalensis
Hilaira jamalensis là một loài nhện trong họ Linyphiidae.
Loài này thuộc chi Hilaira. Hilaira jamalensis được Kirill Yuryevich Eskov miêu tả năm 1981.